# Belbèze-en-Lomagne
 Belbèze-en-Lomagne,  denominado  Belbèse  hasta el 6 de diciembre de 2014, es una población y comuna francesa, en la región de Mediodía-Pirineos, departamento de Tarn y Garona, en el distrito de Castelsarrasin y en el cantón de Beaumont-de-Lomagne.

## Demografía
| 75 | 76 | 64 | 65 | 58 | 61 | 141 |
| Para los censos de 1962 a 1999 la población legal corresponde a la población sin duplicidades (Fuente: INSEE [Consultar]) |    |    |    |    |    |     |